# Myazedi-Inschrift
Die Myazedi-Inschrift (မြဇေတီ ကျောက်စာ, mja̰ zèdì tɕauʔ sà; auch Yazakumar-Inschrift oder Gubyaukgyi-Inschrift) ist eine Inschrift in vier Sprachen (Pali, Pyu, Mon, und Birmanisch) auf den vier Seiten einer Säule, die den gleichen Text tragen. Man fand sie 1886–87 in Bagan bei der Myazedi-Pagode.

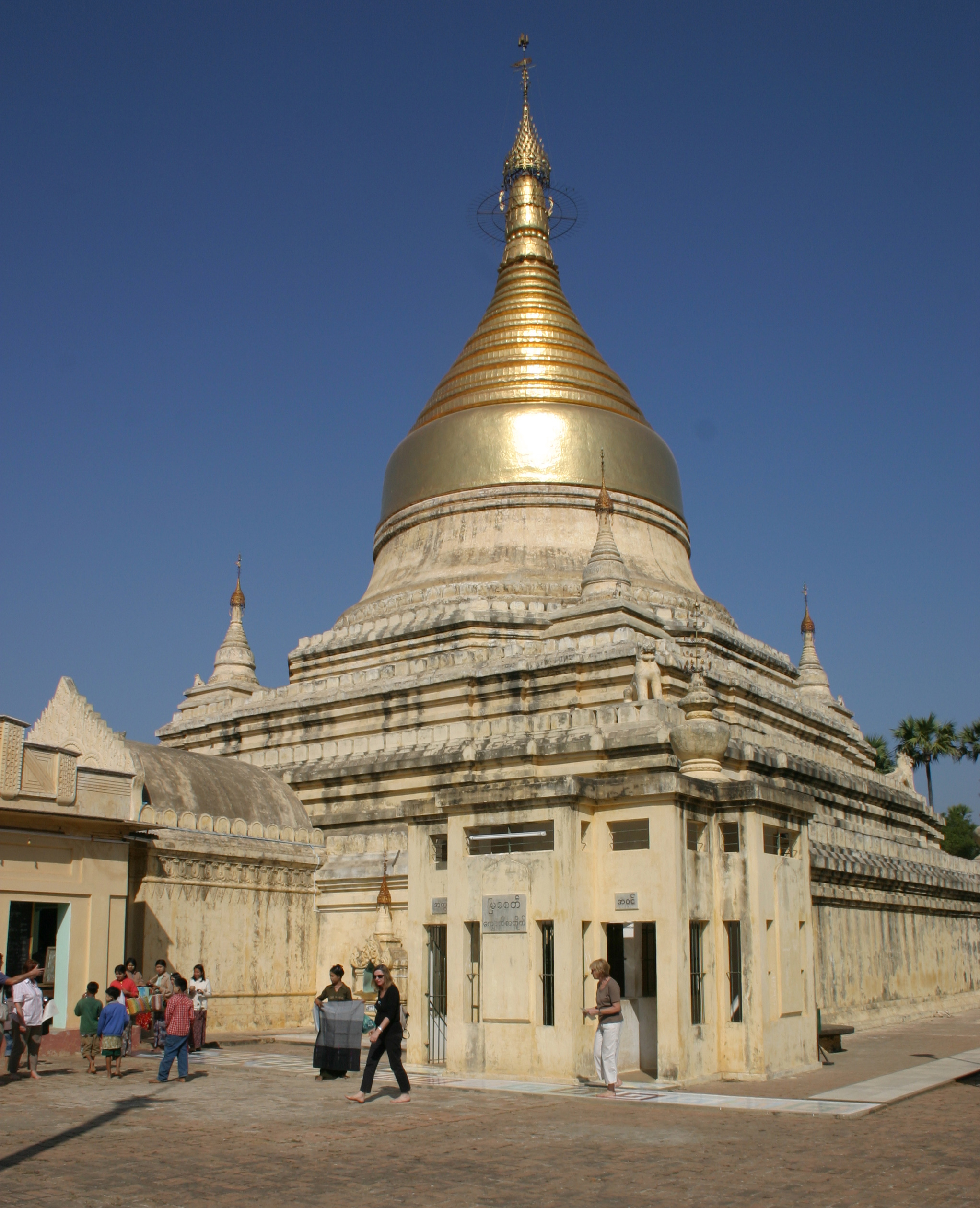
Myazedi-Pagode

Die Inschrift wurde 1113 von König Kyanzittha verfasst. Sie handelt davon, dass er auf dem Sterbebett Friede mit seinem Sohn Rajakumar schloss, den er vorher enterbt hatte. Rajakumar war jedoch nie böse auf seinen Vater, vollbrachte gute Taten und stiftete sogar eine goldene Buddha-Statue.
Anhand dieser Inschrift war es Charles Otto Blagden im Jahr 1911 möglich, Pyu zu entziffern, eine Schrift und Sprache, die vorher so gut wie unbekannt war. Die Inschrift wird deshalb auch oft als Stein von Rosette der Pyu bezeichnet.
Der birmanische Text der Stele galt bis 2013 (als die Sawlumin-Inschrift entdeckt wurde) als älteste erhaltene birmanische Inschrift.
Im Jahr 2015 wurde die Inschrift von der UNESCO in die Liste des Weltdokumentenerbes aufgenommen.

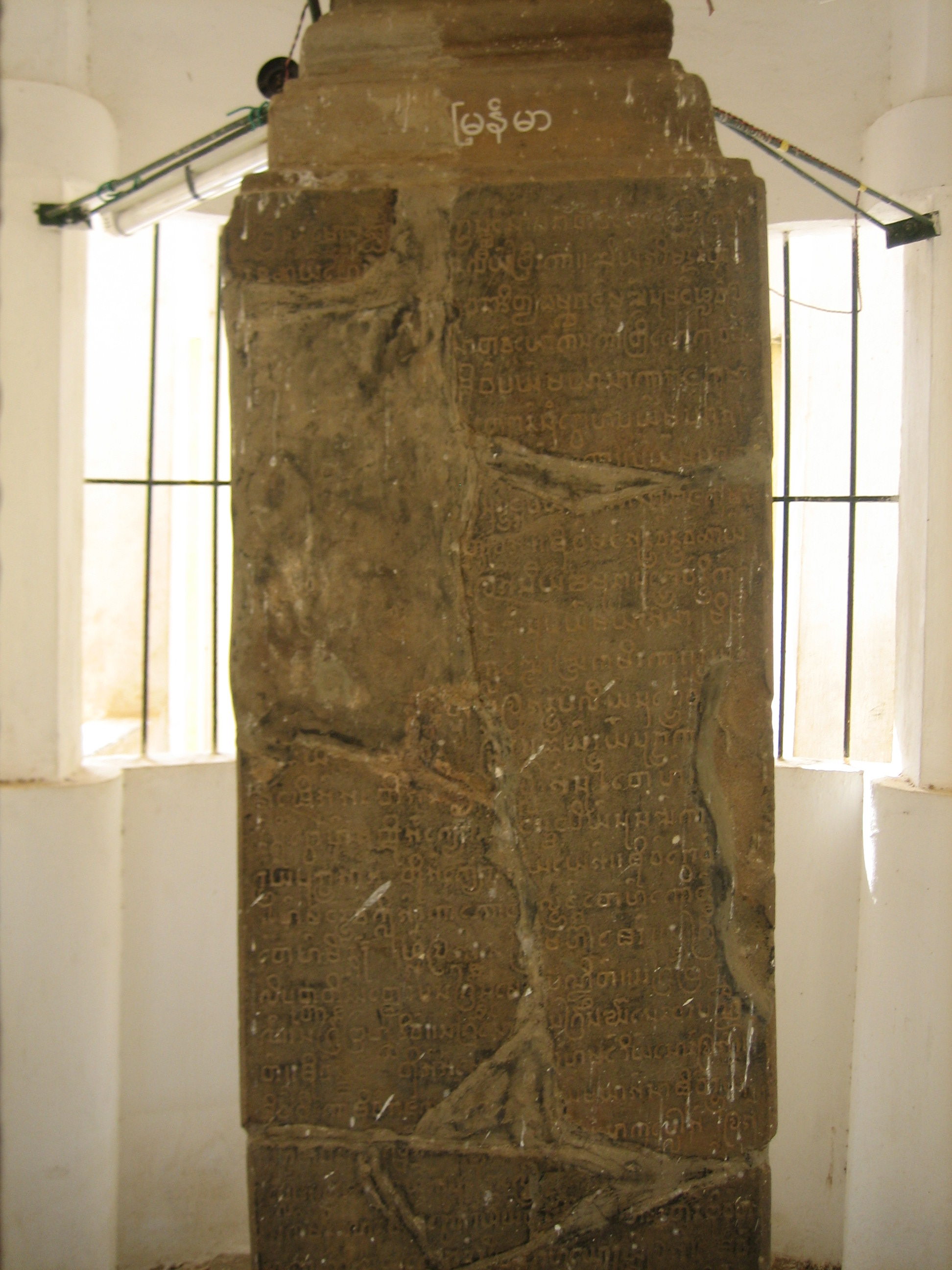
In birmanischer Sprache
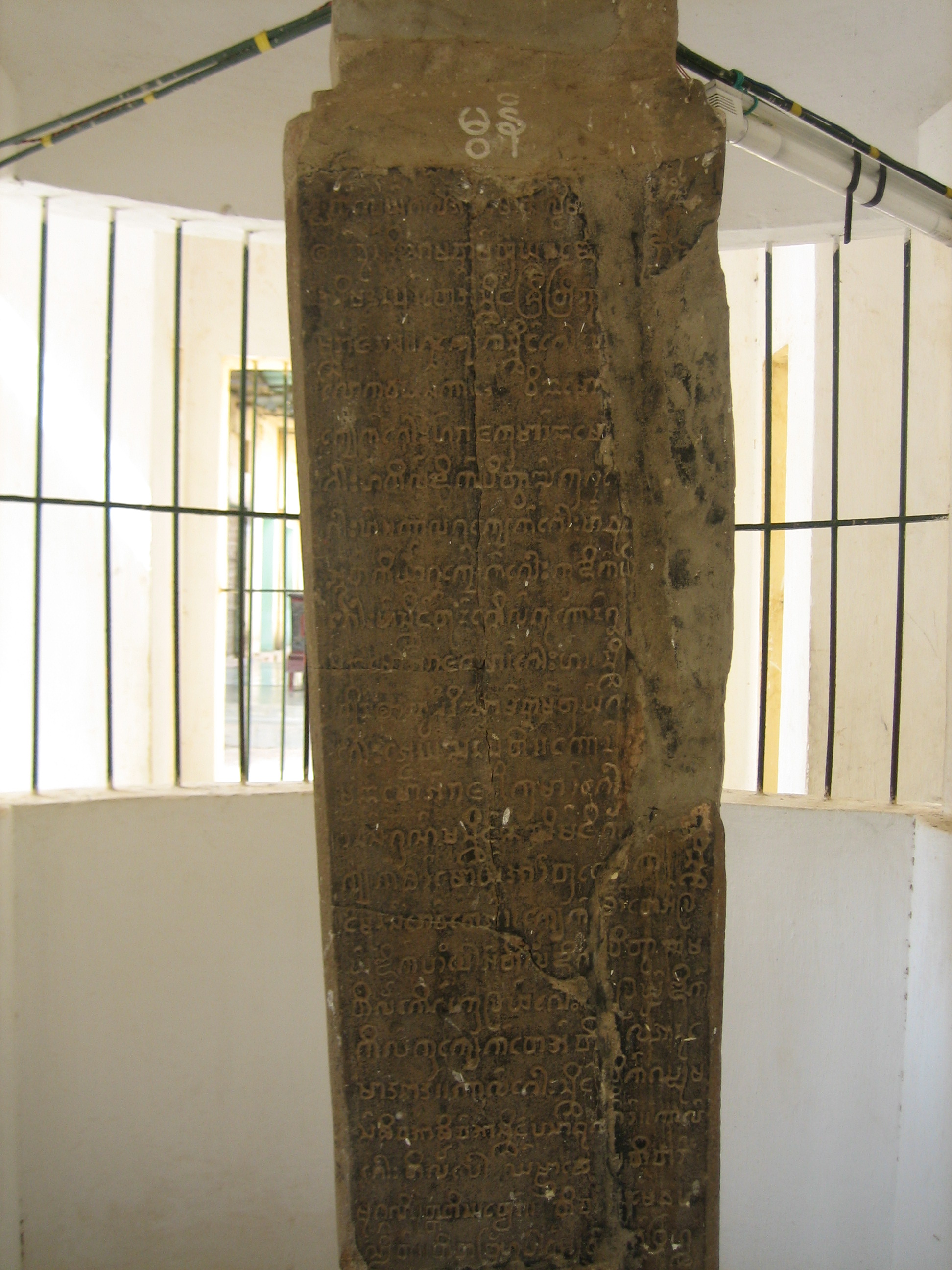
In Mon
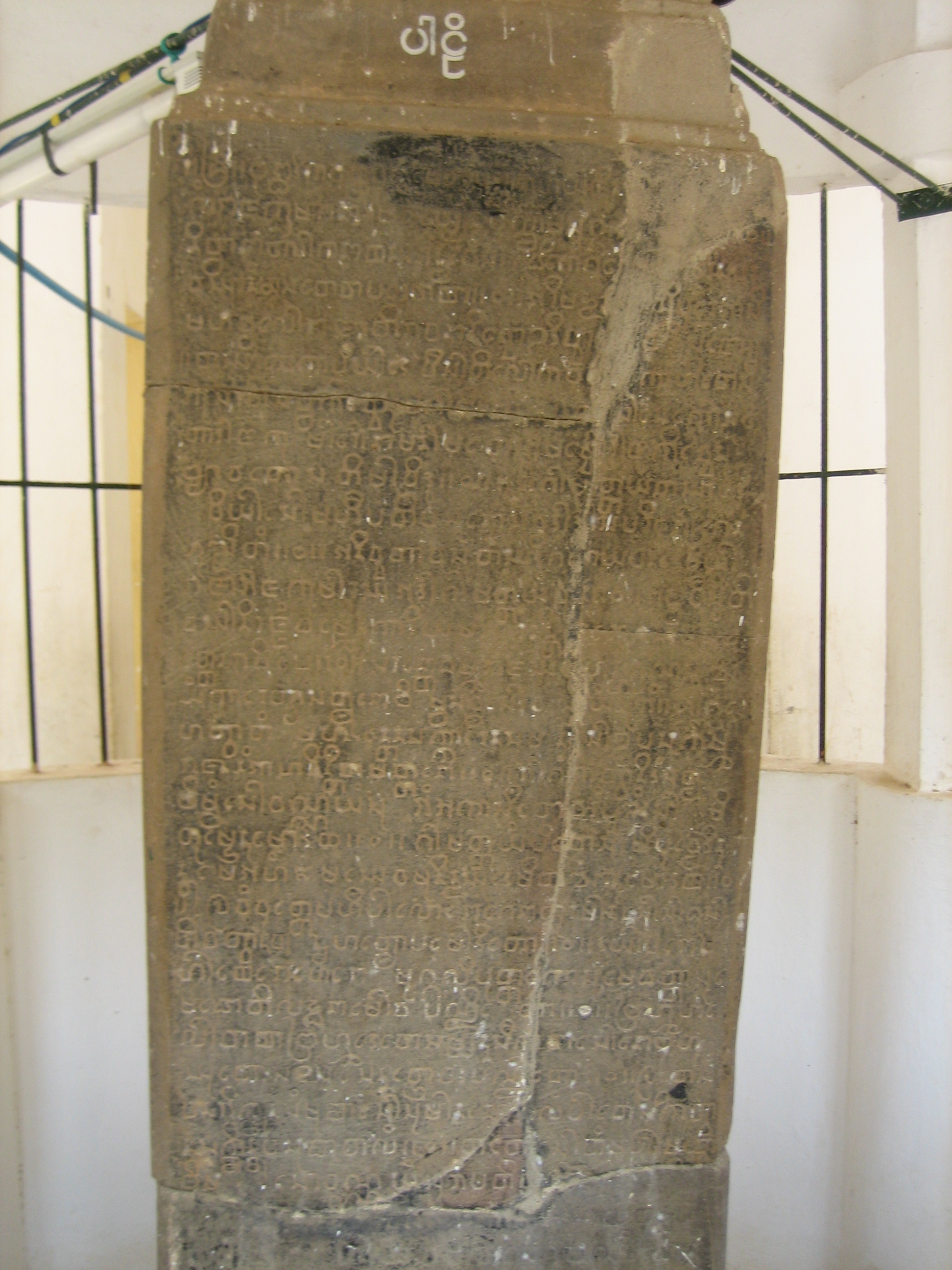
In Pali
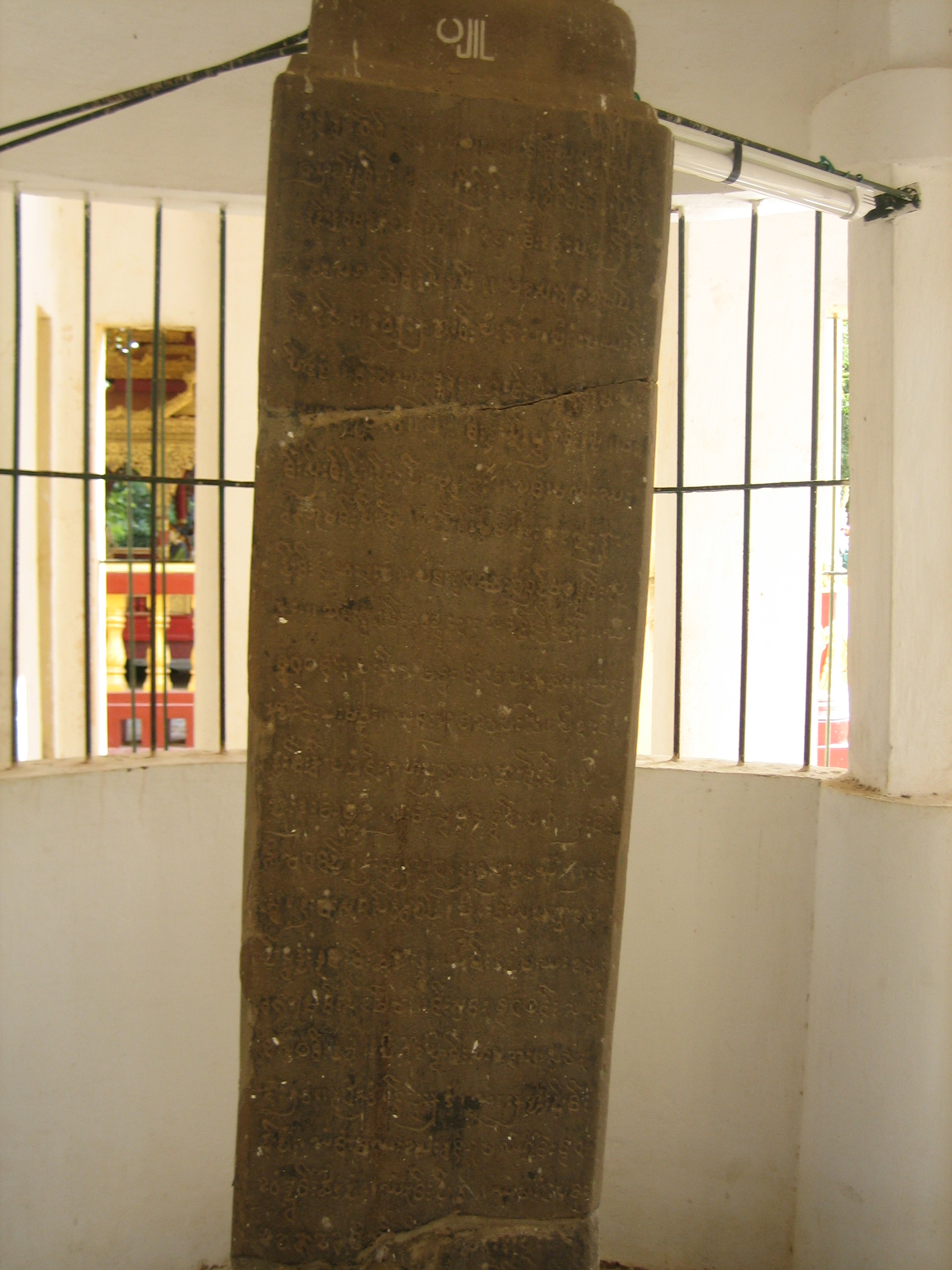
In Pyu